# Isthmohyla graceae
Isthmohyla graceae es una especie de anfibios de la familia Hylidae.
Habita en Panamá y quizá en Costa Rica. Su rango altitudinal oscila entre 1120 y 1650 m s. n. m..
Sus hábitats naturales incluyen montanos secos, ríos, marismas de agua dulce y corrientes intermitentes de agua. Está amenazada de extinción por la destrucción de su hábitat natural y por la quitridiomicosis.